# Liste der Monuments historiques in Vaire
Die Liste der Monuments historiques in Vaire führt die Monuments historiques in der französischen Gemeinde Vaire auf.

## Liste der Immobilien
| Bezeichnung               | Beschreibung | Standort                                            | Kennzeichnung | Schutzstatus   | Datum     | Bild           |
| ------------------------- | --- | --------------------------------------------------- | ------------- | -------------- | --------- | -------------- |
| Château de Vaire-le-Grand | Schloss, 1713 bis 1718 erbaut, Architekten Claude Antoine Colombot und Jean-Pierre Galezot, am Platz einer Burg des 11. Jahrhunderts; mit den Wirtschaftsgebäuden, der Parkanlage und der Innenausstattung                                        | Vaire-le-Grand, rue du Charmont (Lage)              | PA00101731    | Classé Inscrit | 2011 2012 | weitere Bilder |
| Aquädukt von Arcier       | auch Aquädukt von Besançon; vermutlich unter den Flaviern in der zweiten Hälfte des 1. Jahrhunderts zur Versorgung von Vesontio aus den Sources d’Arcier erbaut; im Gemeindegebiet unterirdisch erhalten; auch zu Besançon und weiteren Gemeinden | Arcier, rue des Colonnes und rue des Vergers (Lage) | PA25000093    | Inscrit        | 2021      | weitere Bilder |
| Ziegelei                  | 1681 erbaut | Vaire-le-Petit, rue de Roche (Lage)                 | PA25000025    | Inscrit        | 2001      | weitere Bilder |

## Liste der Objekte
| Bezeichnung       | Beschreibung | Standort                                                | Kennzeichnung | Schutzstatus | Datum | Bild |
| ----------------- | --- | ------------------------------------------------------- | ------------- | ------------ | ----- | ---- |
| Marienaltar       | rechter Seitenaltar; Altartisch, Altaraufbau, Tabernakel, Retabel und Reliquienmonstranz; Holz, farbig gefasst und vergoldet, 18. Jahrhundert | Vaire-le-Grand, in der Kirche Sts-Pierre-et-Paul (Lage) | PM25002427    | Inscrit      | 1979  |      |
| Kanzel            | Holz, 18. Jahrhundert | Vaire-le-Grand, in der Kirche Sts-Pierre-et-Paul (Lage) | PM25002428    | Inscrit      | 1979  |      |
| Franz-Xaver-Altar | linker Seitenaltar; Altartisch, Retabel und Gemälde; Holz, farbig gefasst und vergoldet, Ölfarbe auf Leinwand, 19. Jahrhundert                | Vaire-le-Grand, in der Kirche Sts-Pierre-et-Paul (Lage) | PM25002429    | Inscrit      | 1979  |      |